# Yoakum
Pour l’artiste américain, voir Joseph Yoakum.
Ne pas confondre avec le comté situé dans le même État, le comté de Yoakum.
La ville de Yoakum est située dans les comtés de DeWitt et Lavaca, dans l’État du Texas, aux États-Unis. Sa population s’élevait à 5 815 habitants lors du recensement de 2010, estimée à 6 019 habitants en 2016.

## Source
- (en) Cet article est partiellement ou en totalité issu de l’article de Wikipédia en anglais intitulé « Yoakum, Texas » (voir la liste des auteurs).